# وادي ملكان
وادي ملكان وهو وادي كبير يقع جنوب مكة المكرمة غرب المملكة العربية السعودية وهو من ديار قبائل كنانة وهذيل 

## التسمية
ذكر ياقوت الحموي في كتاب معجم البلدان.
| وادي ملكان | ملكان : في معجم البلدان، بلفظ تثنية أحد الملائكة, وقيل مِلْكان –بكسر اللام- : وادٍ لهذيل على ليلة من مكة وأسفله لكنانة، ثم يقول: مِلْكُ : بالكسر ثم السكون، والكاف: وادٍ بمكة ولد فيه ملكان ابن عدي بن عبد منأة بن أدَّ فسمي باسم الوادي | وادي ملكان |

وفي إحدى مخطوطات معجم البكري. قال ابن نوبان النسابة في أنساب مضر«مَلْكان بن كنانة به سمي المنزل الذي بطريق مكة». وعله كان في عصور سحيقة لكنانة وهذيل في الجاهلية.

## امتداد الوادي
يسيل الوادي أولًا من المحاوي وهي جبال قليلة الارتفاع نسبياً في سفوح السراة الغربية بين وادي ضيم ورهجان، ويقاسم كل منهما الماء ثم ينحدر غرباً محاذياً لوادي نعمان من الجنوب ليس بينهما سوى سلاسل جبلية بامتداد الواديين غير عظيمة الارتفاع، مثل: جبل كساب، وجبال القشع، وجبلة.
ثم يمر مجرى الوادي بجنوب مكة على بعد 36 كيلاً فيدفع في الساحل شمال شامة وطفيل وجنوب وادي عُرنة، في صدره زراعة عثرية، وسكانه بادية رحل. ويرفده في مسيره إلى البحر أودية فحول مثل وادي ضيم ووادي دفاق ووادي قحرض ووادي المنتفية.

## ذكر الوادي في الشعر
ذكر الشاعر القرشي الأموي عمر بن أبي ربيعة وادي ملكان في شعره حيث قال:

## قبائل المنطقة
يسكن الوادي قبائل من خزاعة وبني كنانة الجحادلة في اسأفل الوادي امتداداً الى الساحل وقبيلة الاشراف ويسكن ملكان ايضاً قبيلة هذيل مثل دعد وبني ندا والسوالمة.

## الآثار
يحوي موقع وادي ملكان عدة نقوش كتابية بالخطين الثمودي والحجازي علاوة على الرسوم الصخرية الحيوانية و أشكال وسوم مختلفة.  أيضا نقوش كتبت باللغة العربية تعود لفترة العصر الأموي والعباسي .